# Аксіома емерджентності
Аксіома емерджентності: ціле завжди має особливі властивості, відсутні у його частин-підсистем і не дорівнює сумі елементів, не об'єднаних системоутворюючими зв'язками. При створенні системного цілого інтеграція, що утворюється, підпорядковується іншим (хоча можливо, і подібним) законам формування, функціонування та еволюції. Образно кажучи, одне дерево ще не ліс, як і група дерев, а механічне зосередження хімічних елементів, молекул органічних речовин, навіть тканин і органів, не дає організму. Для лісу необхідне поєднання всіх його екологічних компонентів, що складають саме його екосистему, утворення кругообігів речовин, регуляція потоку енергії, в тому числі утворення власного біоклімату, і т.і. Для організму потрібна «ентелехія» системної цілісності, обміну речовин та інших властивостей біосистеми.